# 脆身狸天竺鯛
脆身狸天竺鯛（學名：Zoramia fragilis），為輻鰭魚綱鈎頭魚目天竺鯛科狸天竺鯛屬下的一個種，分布於印度西太平洋區，從東非至美屬薩摩亞，北至日本八重山群島，南至澳洲大堡礁海域，深度1至15公尺，本魚體長圓而側扁、頭大、眼大、口大且斜裂，頜齒細小，鋤骨和腭骨通常具齒，舌上無齒，前鰓蓋後緣呈弱鋸齒狀，體半透明至白色，體側面呈銀色，口鼻部一側有時具有一條淡淡的暗色帶，鰓蓋上和胸鰭後方有時出現藍色斑點，尾鰭基部有一黑點，背鰭2個，尾鰭深叉形，背鰭硬棘7枚、背鰭軟條9枚、臀鰭硬棘2枚、臀鰭軟條9枚，體長可達5.5公分，棲息在有枝狀珊瑚生長的潟湖或珊瑚礁裂隙，成群活動，夜間活動，屬肉食性，繁殖期時，雄魚具有口孵習性，卵約7日化成仔魚，由雄魚吐出，具短暫的仔魚飄浮期，生活習性不明，可做為觀賞魚。